# Kadyrbek Sarbajew

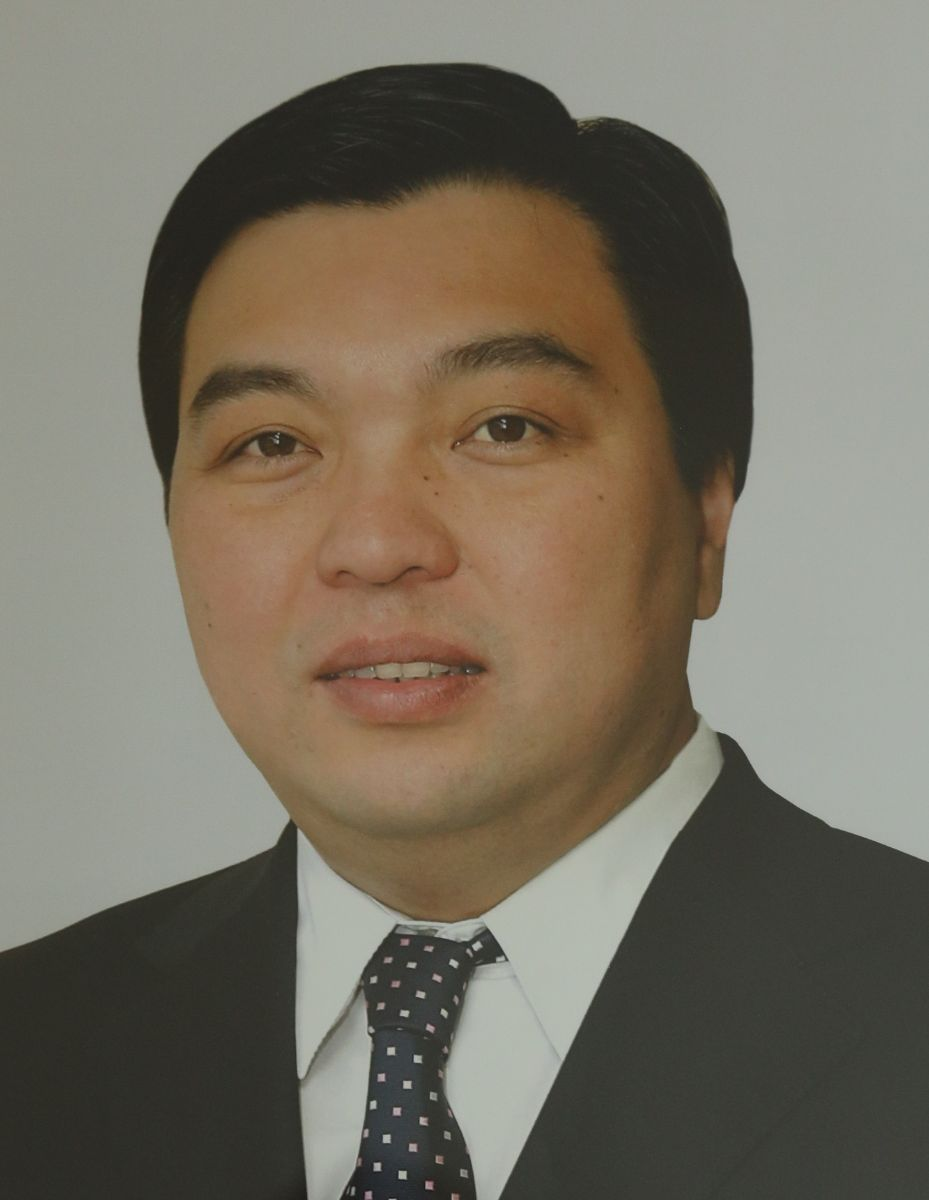
Kadyrbek Sarbajew

Kadyrbek Sarbajew (kirgisisch und russisch Кадырбек Тельманович Сарбаев/Kadyrbek Telmanowitsch Sarbajew; * 9. Dezember 1966 in Frunse, heute Bischkek, Kirgisische SSR, Sowjetunion) ist ein kirgisischer Diplomat und Politiker. Er war von Januar 2009 bis zum Umsturz im April 2010 Außenminister Kirgisistans.
Kadyrbek Sarbajew studierte an der Fernöstlichen Staatlichen Universität in Wladiwostok. Ab 1992 arbeitete er im Außenministerium Kirgisistans. Von 1993 bis 1996 war er an der Botschaft seines Landes in Peking tätig. 1996 kehrte er ins Außenministerium zurück, wo er ab 1997 die Konsularabteilung leitete. Von 1999 bis 2001 war er Botschaftsrat der kirgisischen Botschaft in Berlin, von 2001 bis 2003 der Botschaft in Peking. Von 2003 bis 2004 war er Leiter der Abteilung für die Beziehungen zu den Staaten des östlichen Asiens im Außenministerium, von 2004 bis 2007 nationaler Koordinator des Außenministeriums für Angelegenheiten der Shanghaier Organisation für Zusammenarbeit. Ab 2005 war Sarbajew auch stellvertretender Außenminister seines Landes. Vor seiner Ernennung zum Außenminister im Januar 2009 war er zuletzt ab 2007 als Botschafter Kirgisistans in Peking tätig. Mit dem Sturz des Bakijew-Regimes durch die Opposition im April 2010 endete Sarbajews Amtszeit als Außenminister.